# Élections législatives de 2002 dans la Meuse
Les élections législatives françaises de 2002 se déroulent les 9 et 16 juin 2002. Dans le département de la Meuse, deux  députés sont à élire dans le cadre de deux circonscriptions. 

## Élus
| Circonscription | Député sortant    | Parti | Parti | Député élu ou réélu | Parti | Parti |
| --------------- | ----------------- | ----- | ----- | ------------------- | ----- | ----- |
| 1re             | François Dosé     |       | PS    | François Dosé       |       | PS    |
| 2e              | Jean-Louis Dumont |       | PS    | Jean-Louis Dumont   |       | PS    |

## Résultats

### Résultats à l'échelle du département
| Parti                                     | Parti                               | Premier tour | Premier tour | Second tour | Second tour | Sièges |
| Parti                                     | Parti                               | Voix         | %            | Voix        | %           | Sièges |
| ----------------------------------------- | ----------------------------------- | ------------ | ------------ | ----------- | ----------- | ------ |
|                                           | Union pour un mouvement populaire   | 21 232       | 24,73        | 39 020      | 47,51       | 0      |
|                                           | Divers droite                       | 15 176       | 17,67        |             |             | 0      |
|                                           | Majorité présidentielle             | 36 408       | 42,40        | 39 020      | 47,51       | 0      |
|                                           |                                     |              |              |             |             |        |
|                                           | Parti socialiste                    | 29 109       | 33,90        | 43 118      | 52,49       | 2      |
|                                           | Les Verts                           | 1 992        | 2,32         |             |             | 0      |
|                                           | Divers gauche dont Pôle républicain | 1 986        | 2,31         | 0           |             |        |
|                                           | Parti communiste français           | 1 507        | 1,76         | 0           |             |        |
|                                           | Gauche parlementaire                | 34 594       | 40,29        | 43 118      | 52,49       | 2      |
|                                           |                                     |              |              |             |             |        |
|                                           | Front national                      | 11 399       | 13,28        |             |             | 0      |
|                                           | Extrême gauche dont LCR et LO       | 1 655        | 1,93         | 0           |             |        |
|                                           | Divers écologiste dont MÉI          | 1 030        | 1,20         | 0           |             |        |
|                                           | Mouvement national républicain      | 780          | 0,91         | 0           |             |        |
|                                           |                                     |              |              |             |             |        |
| Inscrits                                  | Inscrits                            | 139 422      | 100,00       | 139 402     | 100,00      | 2      |
| Abstentions                               | Abstentions                         | 51 490       | 36,93        | 53 505      | 38,38       |        |
| Votants                                   | Votants                             | 87 932       | 63,07        | 85 897      | 61,62       |        |
| Blancs et nuls                            | Blancs et nuls                      | 2 066        | 2,35         | 3 759       | 4,38        |        |
| Exprimés                                  | Exprimés                            | 85 866       | 97,65        | 82 138      | 95,62       |        |
| Source : Ministère de l'Intérieur - Meuse |                                     |              |              |             |             |        |

### Résultats par circonscription

#### Première circonscription (Bard-le-Duc)
| Candidat       | Candidat                    | Parti             | Premier tour | Premier tour | Second tour | Second tour |  |
| Candidat       | Candidat                    | Parti             | Voix         | %            | Voix        | %           |  |
| -------------- | --------------------------- | ----------------- | ------------ | ------------ | ----------- | ----------- |  |
|                | François Dosé sortant réélu | PS                | 17 737       | 36,13        | 25 105      | 53,32       |  |
|                | Alain Pérelle               | UMP               | 12 892       | 26,26        | 21 976      | 46,68       |  |
|                | Gérald Bilde                | FN                | 6 953        | 14,16        |             |             |  |
|                | Alexandre Lombard           | Divers droite     | 6 479        | 13,2         |             |             |  |
|                | Pascal Menoux               | Les Verts         | 1 129        | 2,3          |             |             |  |
|                | Sylvain Bertrand            | Divers gauche     | 966          | 1,97         |             |             |  |
|                | Pierre Varenne              | LO                | 502          | 1,02         |             |             |  |
|                | Anne Léger                  | LCR               | 478          | 0,97         |             |             |  |
|                | Paulette Geoffroy           | MNR               | 458          | 0,93         |             |             |  |
|                | Jacky Nicolas               | PCF               | 418          | 0,85         |             |             |  |
|                | Sébastien Poyard            | MDC               | 362          | 0,74         |             |             |  |
|                | Danièle Lefevre             | Divers écologiste | 256          | 0,52         |             |             |  |
|                | Christophe Cochet           | Divers écologiste | 222          | 0,45         |             |             |  |
|                | Jean-Pierre André           | Divers écologiste | 160          | 0,33         |             |             |  |
|                | Robert Hulo                 | IR                | 80           | 0,16         |             |             |  |
|                |                             |                   |              |              |             |             |  |
| Inscrits       | Inscrits                    | Inscrits          | 78 711       | 100,00       | 78 703      | 100,00      |  |
| Abstentions    | Abstentions                 | Abstentions       | 28 380       | 36,06        | 29 598      | 37,61       |  |
| Votants        | Votants                     | Votants           | 50 331       | 63,94        | 49 105      | 62,39       |  |
| Blancs et nuls | Blancs et nuls              | Blancs et nuls    | 1 239        | 2,46         | 2 024       | 4,12        |  |
| Exprimés       | Exprimés                    | Exprimés          | 49 092       | 97,54        | 47 081      | 95,88       |  |

#### Deuxième circonscription (Verdun)
| Candidat       | Candidat                        | Parti            | Premier tour | Premier tour | Second tour | Second tour |  |
| Candidat       | Candidat                        | Parti            | Voix         | %            | Voix        | %           |  |
| -------------- | ------------------------------- | ---------------- | ------------ | ------------ | ----------- | ----------- |  |
|                | Jean-Louis Dumont sortant réélu | PS               | 11 372       | 30,92        | 18 013      | 51,38       |  |
|                | Arsène Lux                      | RPF              | 8 697        | 23,65        | 17 044      | 48,62       |  |
|                | Patrick François                | UMP              | 8 340        | 22,68        | Retrait     | Retrait     |  |
|                | Pasqualina Moreau               | FN               | 4 446        | 12,09        |             |             |  |
|                | Paule Gecils-Fonte              | PCF              | 1 089        | 2,96         |             |             |  |
|                | Dominique Ronga                 | Les Verts        | 863          | 2,35         |             |             |  |
|                | Paulette Gilson                 | LO               | 675          | 1,84         |             |             |  |
|                | Lucette Lamousse                | Pôle républicain | 578          | 1,57         |             |             |  |
|                | Claudine Weisbeck               | MÉI              | 392          | 1,07         |             |             |  |
|                | Angelo Canale                   | MNR              | 322          | 0,88         |             |             |  |
|                |                                 |                  |              |              |             |             |  |
| Inscrits       | Inscrits                        | Inscrits         | 60 711       | 100,00       | 60 699      | 100,00      |  |
| Abstentions    | Abstentions                     | Abstentions      | 23 110       | 38,07        | 23 907      | 39,39       |  |
| Votants        | Votants                         | Votants          | 37 601       | 61,93        | 36 792      | 60,61       |  |
| Blancs et nuls | Blancs et nuls                  | Blancs et nuls   | 827          | 2,2          | 1 735       | 4,72        |  |
| Exprimés       | Exprimés                        | Exprimés         | 36 774       | 97,8         | 35 057      | 95,28       |  |